# Wyszembork
Wyszembork (niem. Weißenburg) – wieś w Polsce położona w województwie warmińsko-mazurskim, w powiecie mrągowskim, w gminie Mrągowo.
Do 1954 roku siedziba gminy Wyszembork. W latach 1975–1998 miejscowość administracyjnie należała do województwa olsztyńskiego.
Na zachód od wsi położone jest jezioro Salęt Duży.

## Historia
W roku 1376 wielki mistrz krzyżacki Winrich von Kniprode nadał tu cztery dobra po 10 włók dla wolnych, którzy mieli obowiązek wystawiania służb rycerskich. Znane są jeszcze późniejsze nadania z lat 1377 i 1388.
W roku 1437 wolni z Wyszemborka wystawiali 10 służb rycerskich.

## Inne
Powstały tu dwa duże zakłady drzewne i nowoczesna piekarnia, tworząc wiele miejsc pracy. 
Wieś została uwieczniona w piosence Andrzeja Garczarka „Jak my w Wyszemborku Pana Jezusa witali” z płyty „Drelichowa”.